# Theo Gregori
Theo Gregori (ur. 31 lipca 1929 in Rochlitz) – wschodnioniemiecki generał, szef wywiadu wojskowego NRD. 

## Życiorys
Pochodził z rodziny robotniczej w której ojciec wykonywał zawód murarza. Ukończył szkołę podstawową. Zatrudniony przy pracach montażowych (1944–1945) i ziemnych (1945). Przeszedł szkolenie w zawodzie stolarza (1945–1948). Wstąpił do SED (1947). Zatrudniony w Urzędzie Powiatowym w Rochlitz (1948–1949). W 1949 wstąpił do Policji Ludowej (Volkspolizei), był słuchaczem w Szkole Policji (VP-Schule) w Döbeln (1949–1950), naczelnikiem oddziału Policji w Lipsku (1950–1951) oraz słuchaczem w Szkole Policji (VP-Schule) w Kochstedt k. Dessau (1951–1952). Przechodząc do powstających ówcześnie struktur wojskowych był m.in. kolejno – zastępcą szefa wydziału spraw wojskowych organizacji FDJ (1952–1953), słuchaczem Wyższej Szkoły Oficerskiej (Hochschule für Offiziere) (1954), oficerem w sztabie Skoszarowanych Oddziałów Policji Ludowej (Kasernierte Volkspolizei) (1954–1955) i słuchaczem akademii wojskowej w ZSRR (1955–1959). Po powrocie do kraju - oficerem Wydziału Zarządu Operacyjnego MON (1959–1966). Ponownie skierowany na studia w ZSRR – był słuchaczem w Akademii Sztabu Generalnego ZSRR (Военная академия Генерального штаба Вооружённых Сил СССР имени К. Е. Ворошилова) w Moskwie (1966–1968). Służył w Zarządzie Operacyjnym MON (1968–1970). W tymże roku przeniesiony do pionu Wywiadu Wojskowego MON, gdzie pełnił m.in. funkcję st. oficera (1970–1974), zastępcy szefa (1974) i jego szefa (1974–1982). W 1982 utracił funkcję w wyniku popełnionych „przestępstw defraudacyjnych i dewizowych”, jednocześnie przechodząc na emeryturę.

## Awanse
- generał major (1976)
- generał porucznik (1979)